# 高松貨物ターミナル駅
高松貨物ターミナル駅（たかまつかもつターミナルえき）は、香川県高松市香西南町にある日本貨物鉄道（JR貨物）予讃線の貨物駅である。愛称は四国桃太郎貨物駅（しこくももたろうかもつえき）。
高松駅周辺の湾岸地区再開発（サンポート高松）に伴い、高松駅の貨物取扱業務を引き継ぐ形で開業した。

## 歴史
- 1997年（平成9年）5月6日：起工[3]。
- 2000年（平成12年）
  - 8月16日：開業[1][2]。
  - 8月22日：開業式開催[1][2][4]。
- 2003年（平成15年）4月：31 ft対応トップリフター導入。

## 駅構造
地上駅。予讃線香西駅 - 鬼無駅間の上下本線から突き出た終着駅のような構造をしている。予讃線貨物列車の起点となっており、香西駅（高松駅）方面から直接進入することはできない。
コンテナホーム1面、着発線荷役方式（E&S方式）を採用する着発荷役線2本、着発線1本、貨車の操配仕訳、留置等に用いられる解結線6本、機関車を留置する機留線3本などがある。着発荷役線・着発線は機回し線を備える。
本線寄りには貨車検修庫1棟と検修線3線があり、岡山機関区高松派出が置かれ、貨車の交番検査が行われる。
駅事務室等が入居する総合事務所はホームの北端付近にある。営業窓口であるJR貨物四国支店も総合事務所に入居する。

## 取扱う貨物の種類
- 鉄道コンテナ貨物
  - 12 ftコンテナ、20 ft・30 ft大型コンテナ、ISO規格20 ft海上コンテナを取り扱う。最大扱重量は24 t。
  - 高知オフレールステーションや徳島オフレールステーションへの中継駅となっている。
- 産業廃棄物・特別管理産業廃棄物の取扱許可を得ている。

なお、四国旅客鉄道（JR四国）の新型車両は当駅ではなく高松駅または多度津駅で引き渡される。そのため高松駅では貨物取扱いが残され、多度津駅では国鉄分割民営化の際に貨物営業が復活した。

## 貨物列車
四国のターミナル駅となっており、本州から四国、あるいは四国から本州へ直通する貨物列車もすべて当駅を経由する。以下は2014年3月15日改正時点での状況である。
高速貨物列車
岡山駅方面から瀬戸大橋線（宇多津駅構内の短絡線経由）を通り当駅を経由し、予讃線を多度津駅方面へ向かう下り列車は、1日8本停車する。そのうち当駅終着が3本、始発が4本となっている。
多度津駅方面から当駅を経由し岡山駅方面へ向かう上り列車は、1日6本停車する。そのうち当駅終着が2本、始発が1本となっている。列車の行き先は吹田貨物ターミナル駅、大阪貨物ターミナル駅、東京貨物ターミナル駅である。
トラック便
徳島オフレールステーションおよび高知オフレールステーションとの間に1日2往復ずつ運行されている。
このほか、臨時列車も設定されているが、専用貨物列車の発着はない。

## 駅周辺
当貨物駅は東へ少し離れた所を流れる本津川沿いにある。坂出方面から来た予讃線の列車は高松市鬼無町藤井付近で当貨物駅に至る線路と分岐した後、本津川橋梁を渡り、香西を経て高松に至る。当貨物駅から西へ離れた所を香川県道33号線が通るが、当貨物駅と同県道との間には民家が多く建つ。当貨物駅の北には電子部品の製造工場がある。ロードサイド店舗は香川県道33号線沿いに立地する。
- 高松市消防局西消防署
- アオイ電子 本社・高松工場
- 高松リサイクルシステムズ
- 天理教高津賀分教会
- 香川県道33号高松善通寺線
- 香川県道177号円座香西線
- 本津川

## 隣の駅
四国旅客鉄道（JR四国）
予讃線
香西駅 - 高松貨物ターミナル駅 - 鬼無駅